# Anthocharis
Anthocharis là một chi bướm thuộc tông Anthocharini, trong họ Pieridae.

## Các loài

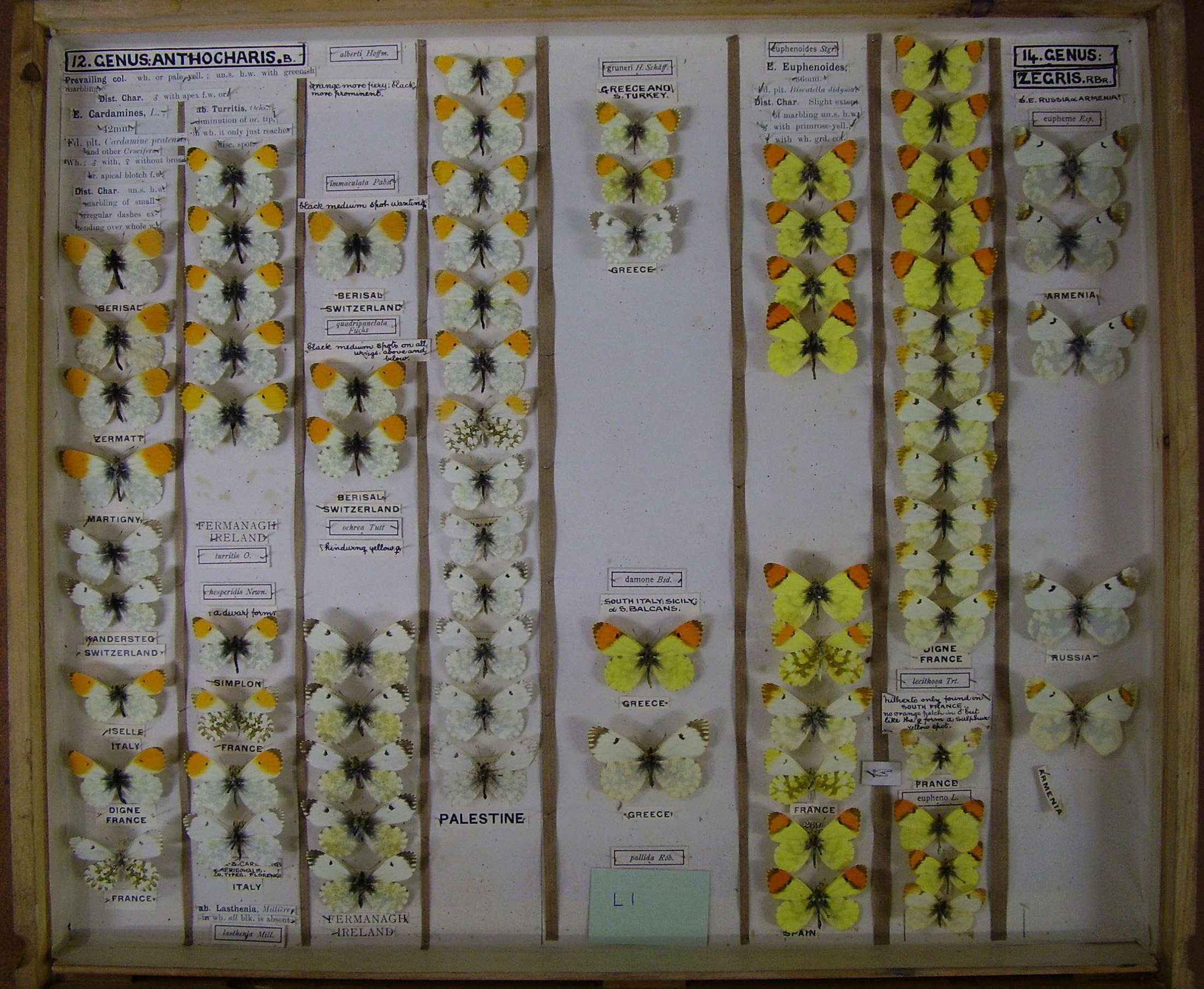
Các tiêu bản bướm Anthocharis và Zegris

Hiện tại ghi nhận được các loài sau:
- Anthocharis bambusarum (Oberthür)
- Anthocharis belia (Linnaeus, 1767)
- Anthocharis bieti (Oberthür, 1884)
- Anthocharis cardamines (Linnaeus, 1758)
  - Anthocharis cardamines phoenissa (Kalchberg, 1894)
- Anthocharis carolinae Back, 2006
- Anthocharis cethura (C. & R. Felder, 1865) – 
  - Anthocharis cethura cethura –
  - Anthocharis cethura bajacalifornica J.F. Emmel, T.C. Emmel & Mattoon, 1998
  - Anthocharis cethura catalina (Meadows, 1937)
  - Anthocharis cethura pima W.H. Edwards, 1888
- Anthocharis damone (Boisduval, 1836)
- Anthocharis euphenoides (Staudinger, 1869)
- Anthocharis gruneri (Herrich-Schäffer, 1851)
- Anthocharis julia (Edwards, 1872)
- Anthocharis lanceolata (Lucas, 1852)
  - Anthocharis lanceolata australis (Grinnell, 1908)
  - Anthocharis lanceolata desertolimbus J.F. Emmel, T.C. Emmel & Mattoon, 1998
- Anthocharis limonea (Butler, 1871)
- Anthocharis midea (Hübner, 1809)
  - Anthocharis midea texas Gatrelle, 1998
- Anthocharis monastiriensis Soures, 1998
- Anthocharis sara (Lucas, 1852)
  - Anthocharis sara inghami Gunder, 1932
  - Anthocharis sara thoosa (Scudder, 1878)
- Anthocharis scolymus (Butler, 1866)
- Anthocharis stella (Edwards, 1879)
  - Anthocharis stella stella
  - Anthocharis stella browningi
- Anthocharis taipaichana (Verity, 1911)
- Anthocharis thibetana (Oberthür, 1886)